# Scatophila signata
Scatophila signata är en tvåvingeart som först beskrevs av Friedrich Hermann Loew 1860.  Scatophila signata ingår i släktet Scatophila och familjen vattenflugor. Inga underarter finns listade i Catalogue of Life.